# Gare de Saint-Dizier
Gare de Saint-Dizier – stacja kolejowa w Saint-Dizier, w departamencie Górna Marna, w regionie Grand Est, we Francji.
Stacja jest obsługiwana przez pociągi TER Champagne-Ardenne (linie Saint-Dizier – Chalons-en-Champagne, Paris-Est, Chaumont, Reims i Lyon-Perrache).